# Zicartola
Zicartola (contraction de Dona Zica et Cartola) est un ancien restaurant ouvert dans la ville de Rio de Janeiro par le compositeur et joueur de samba Angenor de Oliveira, connu sous le nom de Cartola, et son épouse Euzébia Silva do Nascimento, connue sous le nom de Dona Zica.
C'est un point de rencontre pour d'éminents joueurs de samba de la culture brésilienne, comme Élton Medeiros, Hermínio Bello de Carvalho, Nelson Cavaquinho, Zé Keti, Ismael Silva et Aracy de Almeida, et de grands noms de la bossa nova, comme Carlos Lyra et Nara Leão. C'est aussi là que Paulinho da Viola s'est lancé.

## Histoire

Clara Nunes à Zicartola, en 1971.

Le talent gastronomique de Dona Zica a été décisif dans l'effet de levier obtenu dans la vie du couple, car, selon une déclaration enregistrée dans la biographie de Cartola, elle mentionne que dans les années 1960, elle est allée commander un vatapá dans la maison de Benjamin Eurico Cruz (pt), et a établi à cette occasion un contact d'où émergerait l'embryon de ce qui deviendrait le futur Zicartola, à l'Association des écoles de samba, à la Rua dos Andradas, 81, où elle est toujours.
Zicartola (dont le nom commercial est en fait Refeição Caseira Ltda.) est créé le 5 septembre 1963 lorsque son premier contrat est signé par les associés Eugênio Agostini Netto, ses cousins Renato et Fábio Agostini Xavier et Dona Zica. L'établissement est en activité au deuxième étage d'une maison de trois étages située au numéro 53 de la Rua da Carioca, au troisième étage de laquelle vivent Cartola et Zica. Créer un restaurant est un vieux rêve de Dona Zica, qui avoue avoir un talent pour la cuisine.

Zé Keti en 1967.

Au cours de ses premiers mois, Zicartola ne sert que des repas. En fin d'après-midi, les danseurs et chanteurs de samba viennent y terminer la journée de travail au son des batucadas. Avec le développement des écoles de samba dans les années 1960, d'anciens compositeurs, mis en retrait par l'émergence de ce phénomène, commencent à chercher refuge dans le restaurant. Parmi eux, Zé Keti est le plus enthousiaste : en plus de promouvoir la maison auprès de différentes radios et journaux, le chanteur et compositeur a l'idée de profiter du rassemblement de sambistes pour y organiser des soirées de samba. Des représentations s'organisent ainsi à Zicartola tous les mercredis et vendredis soirs.
Zé Keti et le poète Hermínio Bello de Carvalho créent à Zicartola l'« Ordem do Cartola Dourada » (l'ordre du Cartola doré), une reconnaissance des grands noms de la musique brésilienne. Les visages des lauréats sont représentés sur des peintures placées sur les murs du restaurant. Tom Jobim, Dorival Caymmi, Elizeth Cardoso et Cyro Monteiro font partie de ces personnalités.
L'inauguration officielle de Zicartola a lieu alors que le lieu est déjà connu et sa soirée de lancement a été un succès grâce aux efforts de Zé Keti.

Paulinho da Viola en 1970.

Le compositeur Paulinho da Viola, inconnu à l'époque, est révélé au restaurant : à l'invitation d'Hermínio Bello de Carvalho, Paulo César Batista de Faria, alors banquier, est emmené à Zicartola, où Carvalho fait partie de l'ensemble qui accompagne les chanteurs qui s'y produisent. Fort de son succès, le journaliste Sérgio Cabral, également un habitué de la maison, écrit sur Paulo César dans sa chronique du Jornal do Brasil. Le surnom de « Paulinho da Viola » est donné par le journaliste, qui a précisé que « Paulo César » ne faisait pas très sambiste.
Avec le début de la dictature militaire au Brésil en 1964, Zicartola devient un lieu de rencontre entre personnes opposées au régime. La maison est le théâtre de lancements de livres d'auteurs tels que Viriato Corrêa (pt) et de discours contre l'armée. Y a lieu aussi la défense culturelle de la musique brésilienne qui, selon les personnes rassemblées, est menacée par la musique étrangère, en particulier américaine.
Vingt mois après son ouverture, Zicartola est fermée en mai 1965 en raison de problèmes administratifs. Eugênio Agostini et ses cousins quittent l'entreprise, laissant toutes leurs parts à Dona Zica. Ne sachant pas comment gérer l'entreprise, le couple transmet les restes à Jackson do Pandeiro, qui essaie de créer un restaurant similaire, à la différence qu'il propose du forró et de la nourriture du Nord-Est, mais il n'a pas de succès. L'endroit est définitivement fermé peu de temps après.
En 2011, le restaurant a été rappelé lors du défilé de l'école de samba Estação Primeira de Mangueira, qui rend hommage au compositeur Nelson Cavaquinho lors du carnaval de Rio de Janeiro. En plus d'être mentionné dans les paroles de la samba-enredo de l'école, Zicartola est également représenté sur un char.